# مالهادور
مالهادور (به پرتغالی: Malhador) یک منطقهٔ مسکونی در برزیل است که در سرژیپه واقع شده‌است. مالهادور ۱۰۱ کیلومتر مربع مساحت و ۱۲٬۶۵۳ نفر جمعیت دارد.